# Гарсија Ињигез од Памплоне
Гарсија Ињигез од Памплоне (шп. García Íñiguez de Pamplona) је био краљ Памплоне од 851. или 852. до своје смрти, 870.
Образовао се у Кордоби, као гост на двору кордобског емира. Био је син Ињига Аристе, првог краља Памплоне и зачетника диснастије. Када му је отац оболео од парализе, постао је регент краљевства. Он и његов рођак Муса ибн Муса ибн Фортун из клана Бену Каси су се побунили против кордобског емира 843. године и били потучени а устанак угушен. Емир Абд ар-Рахман II је онда напао краљевину Памплону победивши Гарсију и убивши Фортуна. Након очеве смрти, наследио је памплонски престо.
Године 859. Навару су напали Викинзи. Гарсија је био ухваћен и морао је да плати откуп. Када је поново био ослобођен, напушта савез са кланом Бану Каси и прави нови савез са астурским краљем Ордоњом I од Астурије. Ордоњо и Гарсија су заједничким снагама победили Мавре у бици код Албелде те исте године.
Године 860. Маври су заробили Гарсијиног сина и наследника Фортуна који ће провести следећих 20 година у заробљеништву у Кордоби. Гарсија I је подржавао ходочаснике који су ишли у Сантијаго де Компостелу и покушао је да им обезбеди миран и сигуран пут, постављајући на тај начин темеље ходочашћу у Сантијаго де Компостелу који се данас популарно зове Пут за Сантијаго (шп. Camino de Santiago). Након његове смрти, Фортун Гарсес се вратио из заробљеништва око 880. године и преузео памплонски престо.

## Потомство
Био је прво ожењен са Оријом, кћерком Мусе ибн Мусе ибн Фортуна. Касније се оженио Ураком Хименез, грофицом од Арагона (852—870). Имао је петоро деце:
- Фортун Гарсес, краљ Памплоне.
- Санчо Гарсес од Памплоне.[1]
- Химена од Памплоне, удата за Алфонса III, Великог, краља Астурије.
- Онека од Памплоне,[2] удата за Азнара II Галиндеза.
- Веласкита Гарсес.

## Породично стабло
|  |                               |  |  |  |  |  |  |  |  |  |  |  |  |  |  |  |
|  | 2. Ињиго Ариста               |  |  |  |  |  |  |  |  |  |  |  |  |  |  |  |
|  |                               |  |  |  |  |  |  |  |  |  |  |  |  |  |  |  |
|  |                               |  |  |  |  |  |  |  |  |  |  |  |  |  |  |  |
|  | 1. Гарсија Ињигез од Памплоне |  |  |  |  |  |  |  |  |  |  |  |  |  |  |  |
|  |                               |  |  |  |  |  |  |  |  |  |  |  |  |  |  |  |
|  |                               |  |  |  |  |  |  |  |  |  |  |  |  |  |  |  |
|  | 3. Oneca                      |  |  |  |  |  |  |  |  |  |  |  |  |  |  |  |
|  |                               |  |  |  |  |  |  |  |  |  |  |  |  |  |  |  |
|  |                               |  |  |  |  |  |  |  |  |  |  |  |  |  |  |  |